# Twister (gioco)

il logo del gioco

Twister è un gioco di società inizialmente prodotto dalla MB, ed in seguito rilevato dalla Hasbro. Il gioco è stato lanciato sul mercato nel 1966.

## Storia
Twister fu brevettato da Charles F. Foley e Neil Rabens nel 1966, ma non diventò un successo fino al momento in cui Eva Gabor giocò con Johnny Carson durante la puntata del 3 maggio 1966 della trasmissione televisiva Tonight Show. Tuttavia, insieme al successo, Twister richiamò su di sé alcune critiche. La compagnia che produceva il gioco, la MB fu accusata di vendere "sesso in scatola". L'accusa era probabilmente dovuta al fatto che Twister era il primo gioco in cui il corpo dei giocatori aveva un ruolo fondamentale nello svolgimento di una partita.

## Descrizione del gioco

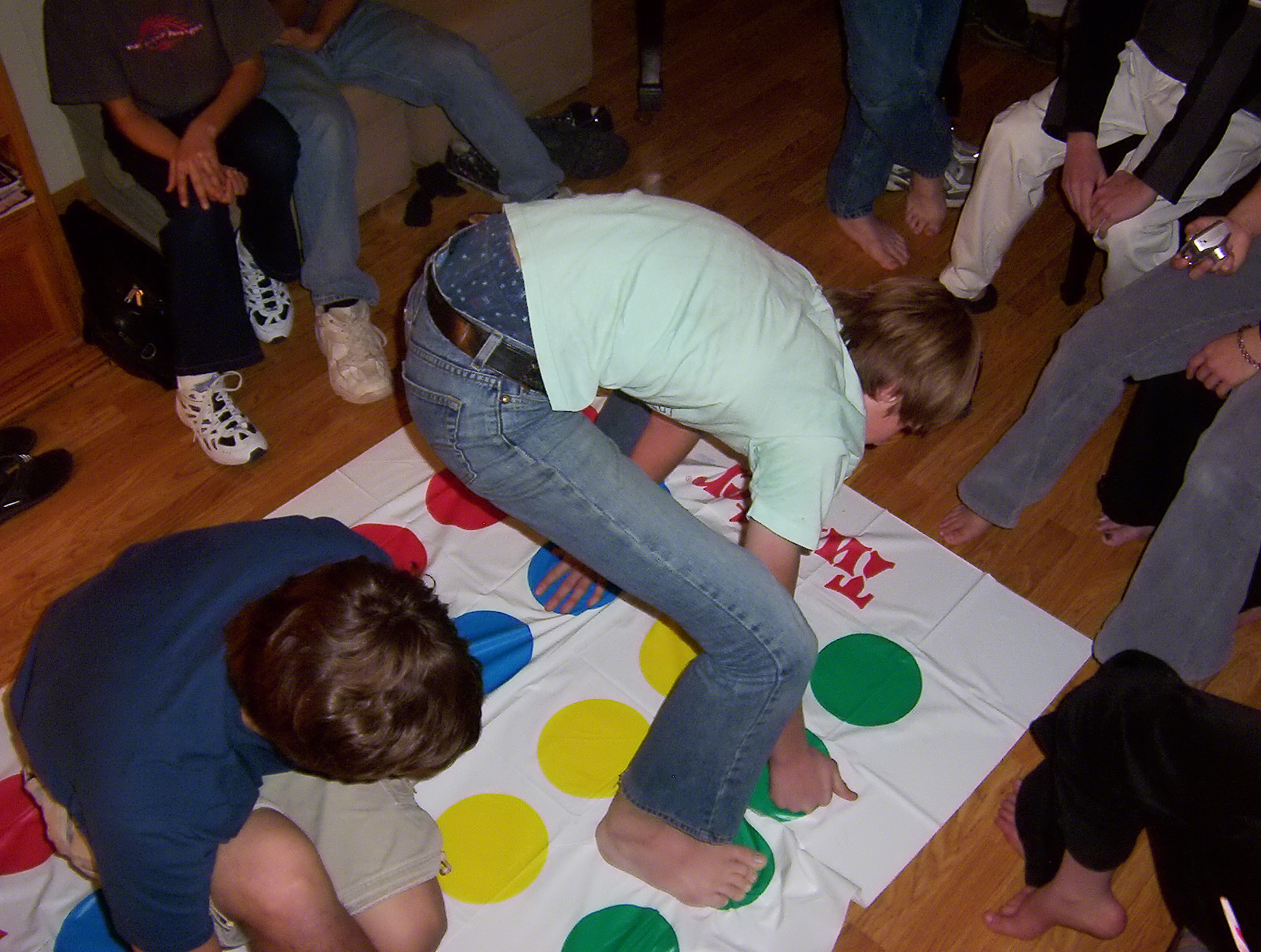
Una partita di Twister

Twister è giocato su un tappeto di plastica di grandi dimensioni, che rappresenta il principale piano di gioco. Sul tappeto sono disposte quattro file di grandi cerchi colorati, di colori differenti per ogni riga: rosso, giallo, blu e verde. Una lancetta è collegata a una tavoletta quadrata: serve per dare ai giocatori indicazioni sulle mosse da fare. La tavoletta è divisa in quattro sezioni sulle quali è scritto: piede destro, piede sinistro, mano destra e mano sinistra. Ciascuna di queste quattro sezioni si divide a sua volta in quattro colori (rosso, giallo, blu e verde). Dopo aver fatto ruotare la lancetta, viene chiamata una combinazione di colore/arto che i giocatori devono compiere. Ad esempio: se la combinazione chiamata è "mano destra, giallo", i giocatori dovranno spostare la loro mano destra sul più vicino cerchio di colore giallo.
In una partita a due giocatori, le due persone non possono mettere la mano o il piede sullo stesso cerchio, mentre nel caso si giochi in più di due persone, le regole sono differenti. Non essendoci sufficienti cerchi colorati i giocatori sono spesso tenuti a mantenere posizioni improbabili o precarie, arrivando al punto di perdere la posizione o cadere al suolo. Un giocatore viene eliminato quando cade o quando tocca con il gomito o il ginocchio il tappeto. Non vi è alcun limite nel numero di persone che possono giocare contemporaneamente, benché risulti molto difficoltoso giocare in più di quattro alla volta.

## Nella cultura di massa

### Musica
Nell'edizione di Twister Dance 2012 è inclusa la canzone Till the World Ends (remixata per Twister) della cantante statunitense Britney Spears che appare nella confezione, in uno spot pubblicitario e nei video di istruzione che verranno pubblicati nell'autunno 2012.

### Cinema
In una scena del film del 1997 U Turn - Inversione di marcia il personaggio di Darrell, interpretato da Billy Bob Thornton, gioca da solo a Twister.
Nel film del 2002 Men in Black II è presente una scena dove s'intravedono degli alieni giocare proprio a Twister con la coprotagonista della pellicola.
Nel film del 2005 The Mask 2 Loki sfida Alvey in una versione complicata e fantasiosa di Twister intitolato "Super Twister".

### Televisione
Nel 4º episodio della 1ª stagione di Friends i protagonisti nel finale dell'episodio giocano una partita a Twister.
Nel 13º episodio della 2ª serie di Sex and the City la protagonista Carrie Bradshaw, interpretata da Sarah Jessica Parker gioca una partita di Twister con Seth, interpretato da Jon Bon Jovi, un ragazzo conosciuto nella sala d'aspetto di una psicanalista. 
Nel 1º episodio della 2ª stagione dell'anime Assassination Classroom il personaggio di Korosensei gioca a Twister utilizzando i suoi tentacoli.